# Songs in the Key of Life
Songs In The Key Of Life é um álbum do Stevie Wonder, lançado em 1976 que levou mais de dois anos da concepção ao lançamento, e hoje é considerado como um dos melhores e mais criativos momentos da carreira de mais de quarenta anos do artista. Lançado em 9 de outubro, a produção foi campeã de vendas no mundo todo. 
Ela entrou em primeiro lugar na parada de álbuns da Billboard, e lá permaneceu por 14 semanas, além de continuar no Top 40 por um total de 44 semanas. No Reino Unido, o disco chegou a número 2, e se manteve nas paradas por mais de um ano.
Este incrível sucesso de vendas se consolidou quando Stevie Wonder ganhou, em 1976, o Grammy de Melhor performance vocal masculina e o de melhor álbum do ano. "Songs in the Key of Life foi um nome que tirei de um sonho que tive", diz Stevie Wonder. "Representa a singularidade do momento". Para os fãs que querem conhecer mais a fundo a história desse álbum, Classic Albums é um ótimo documentário que traz todos os passos de sua concepção e as repercussões surgidas com seu lançamento.
Este álbum está na lista dos 200 álbuns definitivos no Rock and Roll Hall of Fame, além de estar na quarta posição na lista da revista norte-americana Rolling Stone dos 500 maiores álbuns de todos os tempos (da música em inglês) e na nota de introdução publicada sobre a lista, esctita por Elton John, e na qual diz o seguinte "Deixe-me colocar desta forma: onde quer que eu vá no mundo, eu sempre levarei uma cópia de Songs In The Key Of Life. Para mim, é o melhor álbum já feito, e eu estou sempre em êxtase depois de ouvi-lo".

## Origem
O disco surgiu ainda quando Stevie ainda estava na onda do sucesso de seu álbum recente na época Fulfillingness' First Finale, lançado em 1974 e o músico disse que iria deixar a música e se mudar para a Gana e trabalhar com crianças deficientes, ele expressou muita raiva com os EUA quando o governo estava dirigindo o país. 
Um concerto de despedida estava sendo considerada como a melhor maneira de encerrar a sua carreira. Wonder mudou sua decisão, quando ele assinou um novo contrato com a Motown em 5 de agosto de 1975, pensando que ele não aproveitaria a maior parte de sua carreira.
O contrato foi definido como um negócio de US $ 37 milhões e isto deu-lhe o controle artístico completo, tornando este o maior negócio feito com uma estrela da música até esse ponto. Quase no início, Wonder passou um tempo fora do mercado de música, realizando um projeto de um álbum duplo que será lançado em 1976.

## Gravação
O título provisório seria Let's See Life The Way It Is (Vamos Ver a Vida do Jeito que É) durante o começo das gravações, e contando com Gary Olazabal na engenharia de gravação e o dono John Fischbach também como engenheiro. Wonder gravou boa parte do disco nos estúdios Crystal Sound em Los Angeles e outra parte nos estúdios Record Plant, em Hollywood e em Sausalito, porém como a Crystal Sound tinha uma obrigação prévia de trabalhar com outro artista, Stevie partiu para New York com Fischbach e gravaram durante seis semanas no The Hit Factory, mas apenas usou uma faixa básica.
O disco conta somente com um total de 130 músicos colaborando nas gravações, mas a proeminência de Wonder foi evidente. Entre as pessoas presentes durante as sessões, havia figuras lendárias de R & B, soul e música jazz – dentre elas, o tecladista Herbie Hancock, que tocou piano Fender Rhodes em "As" e também George Benson que tocou guitarra em "Another Star"  além de Minnie Riperton e Deniece Williams que adicionaram vocais para "Ordinary Pain". Já Mike Sembello foi muito proeminente no decorrer das gravações, pois gravou guitarra em várias faixas do disco e também coescreveu a faixa "Saturn" presente em A Something's Extra, EP com bônus.
Algumas das canções carregadas de muita consciência social do álbum foram escritas por Stevie com outras pessoas, dentre elas "Village Ghetto Land" and "Black Man" (escrita em parceria com Gary Byrd) e "Have a Talk with God" (escrita em parceria com Calvin Hardaway). Além de ter também uma faixa cantada em três idiomas, chamada "Ngiculela – Es Una Historia  –  I Am Singing", na qual Wonder canta inicialmente em zulu e depois em espanhol e inglês.

## Faixas
Todas as faixas deste disco são de autoria de Stevie Wonder, exceto somente onde indicado.
Disco 1
| N.º | Título                         | Compositor(es)                 | Duração |  |
| 1.  | "Love's in Need of Love Today" |                                | 7:06    |  |
| 2.  | "Have a Talk with God"         | Calvin Hardaway, Stevie Wonder | 2:42    |  |
| 3.  | "Village Ghetto Land"          | Gary Byrd, Stevie Wonder       | 3:25    |  |
| 4.  | "Contusion"                    |                                | 3:46    |  |
| 5.  | "Sir Duke"                     |                                | 3:52    |  |
| 6.  | "I Wish"                       |                                | 4:12    |  |
| 7.  | "Knocks Me Off My Feet"        |                                | 3:36    |  |
| 8.  | "Pastime Paradise"             |                                | 3:27    |  |
| 9.  | "Summer Soft"                  |                                | 4:14    |  |
| 10. | "Ordinary Pain"                |                                | 6:16    |  |

Disco 2
| N.º | Título                                       | Compositor(es)           | Duração |  |
| 11. | "Isn't She Lovely"                           |                          | 6:34    |  |
| 12. | "Joy Inside My Tears"                        |                          | 6:30    |  |
| 13. | "Black Man"                                  | Gary Byrd, Stevie Wonder | 8:27    |  |
| 14. | "Ngiculela – Es Una Historia – I Am Singing" |                          | 3:48    |  |
| 15. | "If It Is Magic"                             |                          | 3:12    |  |
| 16. | "As"                                         |                          | 7:08    |  |
| 17. | "Another Star"                               |                          | 8:27    |  |

A Something's Extra
| N.º | Título                                | Compositor(es)                  | Duração |  |
| 18. | "Saturn"                              | Stevie Wonder, Michael Sembello | 4:54    |  |
| 19. | "Ebony Eyes"                          |                                 | 4:09    |  |
| 20. | "All Day Sucker"                      |                                 | 5:06    |  |
| 21. | "Easy Goin' Evening (My Mama's Call)" |                                 | 3:57    |  |

## Músicos
- Stevie Wonder —  voz, gaita, sintetizadores, teclados, órgão Moog, piano Fender Rhodes, bateria, clavinete e vocoder
- Greg Phillinganes — teclados
- Eddie "Bongo" Brown — kalimba em "Love's in Need of Love Today"
- Minnie Riperton — vocais de apoio
- Syreeta Wright — vocais de apoio
- Herbie Hancock — teclados em "As"
- George Benson — guitarra em "Another Star"
- Ben Bridges — guitarras
- Mike Sembello — guitarras
- Nathan Watts — baixo
- Ronnie Foster  — órgão em "Summer Soft"